# Pertain
Pertain – miejscowość i dawna gmina we Francji, w regionie Hauts-de-France, w departamencie Somma. W 2013 roku populacja gminy wynosiła 390 mieszkańców. 
W dniu 1 stycznia 2017 roku z połączenia trzech ówczesnych gmin – Hyencourt-le-Grand, Omiécourt oraz Pertain – utworzono nową gminę Hypercourt. Siedzibą gminy została miejscowość Pertain. 